# Кауганата
Кауганата — древнее городище. Расположено в Отырарском районе Туркестанской области, севере аула Балтаколь. Исследовательские работы проведены в 1900 Н. В. Рудневым, в 1947 году Южно-Казахстанской археологической экспедицией под руководством А. Н. Бериштама, в 1970 году Отырарской археологической экспедицией под руководством К.Акишева. В средние века упоминалась как Кунжан (Кунан). Высота 10 м, диаметр 160—170 м. Городище окружено стенами. Остались следы от башни. Площадь стен 10 м, глубина ок. 2 м. Ворота находились на южной стороне. Улица при входе разделяет городище на две части. Найдены осколки глиняной посуды, датированные 17—18 вв. Согласно другим найденным предметам, жители Кауганата в 6—18 вв. занимались земледелием и скотоводством.